# Осипов, Геннадий Сергеевич
Генна́дий Серге́евич О́сипов (25 июня 1952 г., д. Дубровно, Псковская область) — советский и российский ученый, доктор технических наук, профессор.

## Биография
Родился 25 июня 1952 г. в деревне Дубровно Павского района Псковской области. до 7 лет жил в деревне Павловка Мордовской АССР. С 1959 года — в г. Ленинграде.

### Образование
В 1959—1961 годах обучался в школе № 176, затем, в 1962—1967 — школе-интернате № 51, в 1967—1969 — школе № 292 Фрунзенского района г. Ленинграда.
В 1975 году окончил ЛВИМУ им. С. О. Макарова, специальность: «Эксплуатация судовых силовых установок», квалификация: «Инженер-судомеханик». В 1995 году окончил СПбГУ, специальность: «Математика и информатика для инженеров», квалификация: «Инженер-математик».
1985 г.: успешная защита диссертации на соискание ученой степени кандидата технических наук в ЛВИМУ, тема: «Оптимизация загрузки судна типа ро-ро» (научный руководитель — профессор А. Е. Сазонов; официальные оппоненты И. В. Романовский и В. Ф. Сиротский). Результаты данного научного исследования были внедрены в Балтийском морском пароходстве в блоке «АСУ Грузовыми операциями».
В 1997 г. защитил диссертацию на соискание ученой степени доктора технических наук, тема: «Теоретические основы построения интеллектуальных систем управления загрузкой судна» (научный консультант — член-корреспондент РАН А. Е. Сазонов).

### Научная деятельность
Профессор Г. С. Осипов является автором более 150 научных работ по системам искусственного интеллекта, фракталам, принципам принятия решений при нечеткой исходной информации.

### Педагогическая и административная деятельность в высшей школе
Работал в ГМА им. С. О. Макарова: ассистент, заведующий лабораторией, профессор, заведующий кафедрой Высшей математики. Работал в СПБГУ профессором кафедры Экономической кибернетики Экономического факультета, также исполнял обязанности заведующего кафедрой Информатики и вычислительной математики Южно-Сахалинского государственного педагогического института.
В настоящее время — профессор, заведующий кафедрой Информатики Института естественных наук и техносферной безопасности Сахалинского государственного университета.

### Прочая трудовая деятельность
Параллельно с обучением работал агентом по снабжению в ЛВИМУ им. С. О. Макарова. Кроме того, работал инженером ЦНИИ Морского флота, а также ведущим научным сотрудником Института проблем транспорта РАН.

## Награды
- Почетная грамота Министерства образования Сахалинской области;
- Благодарственное письмо Администрации города Южно-Сахалинска.

## Семья
Дочь — Евгения, проживает в Санкт-Петербурге, обучается в Физико-математическом лицее № 30.

## Основные научные труды
- Исследование динамической системы Лоренца в среде имитационного моделирования AnyLogic // Инновационное развитие науки: фундаментальные и прикладные проблемы: Монография — 2020. — С. 248—259. DOI: 10.18411/NS-MON-30-2020
- Компьютерное моделирование систем массового обслуживания. Сетевое научное издание. Рекомендовано УМО РАЕ по классическому университетскому и техническому образованию в качестве учебного пособия для студентов высших учебных заведений, обучающихся по направлению подготовки: 01.03.02 — «Прикладная математика и информатика». М.: Евроазиатская научно-промышленная палата, 2020. — 46 с. ISBN 978-5-6043109-7-7. DOI: 10.17513/np.386
- Основы предельного анализа в экономике // В сборнике: статей Международного научно-методического конкурса «Преподаватель года 2020» (03 мая 2020 г.) ч.2. Петрозаводск, МЦНП «Новая наука» 2020. С. 283—286. DOI: 10.18411/NS-NIK-61-2020
- Расчет индексов Джини и Робин Гуда в пакете символьной математики Wolfram Mathematica // В сборнике: статей Международного научно-методического конкурса «Преподаватель года 2020» (03 мая 2020 г.) ч.2. Петрозаводск, МЦНП «Новая наука» 2020. С. 93-97. DOI: 10.18411/NS-NIK-61-2020
- Экономическая интерпретация эластичности функций.// В сборнике: статей Международного научно-методического конкурса «Преподаватель года 2020» (03 мая 2020 г.) ч.2. Петрозаводск, МЦНП «Новая наука» 2020. С. 8-15. DOI: 10.18411/NS-NIK-61-2020
- Исследование классической задачи нечеткой диагностики // В сборнике статей V Международной научно — практической конференции «Фундаментальная и прикладная наука: состояние и тенденции развития» (29 мая 2020 г.) — Петрозаводск: МЦНП «Новая наука», 2020. C. 43-55. DOI: 10.18411/NS-KOF-135-2020